# فرنسيسكو فيلهو
فرنسيسكو فيلهو هو لاعب كرة قدم برازيلي في مركز الهجوم، ولد في 27 أكتوبر 1940 في ساو باولو في البرازيل. لعب مع نادي بولون ونادي تولوز ونيم أولمبيك.